# Rudolf Wacker

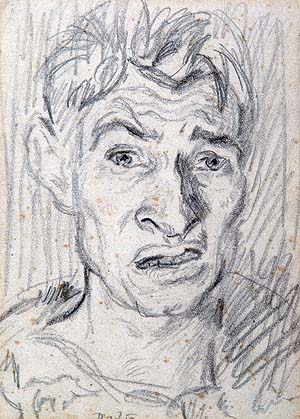
Rudolf Wacker, zelfportret 1918

Rudolf Wacker (Bregenz, 25 februari 1893 - aldaar, 19 april 1939) was een Oostenrijks kunstschilder. Hij wordt gerekend tot de stroming van de nieuwe zakelijkheid.

## Leven en werk
Wacker kreeg zijn eerste tekenlessen aan de 'Kaiserlich-Königliche Fachschule für gewerbliches Zeichnen' in Bregenz en studeerde daarna aan teken- en schilderscholen te Wenen en Weimar. Bij het uitbreken van de Eerste Wereldoorlog trad hij in militaire dienst. In 1915 werd hij door de Russen krijgsgevangen gemaakt en vervolgens bracht hij vijf jaar door in Siberië, te Tomsk. Na zijn terugkeer in 1920 vestigde hij zich in Berlijn en sloot zich aan bij de avant-gardistische kunstenaarskring rondom Erich Heckel. In 1922 huwde hij met Ilse Moebius.

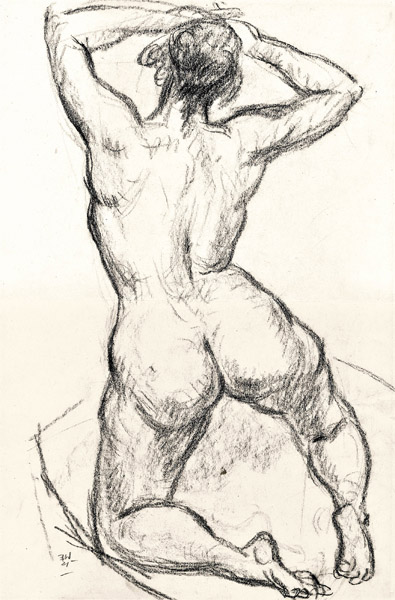
Rückenakt, 1921

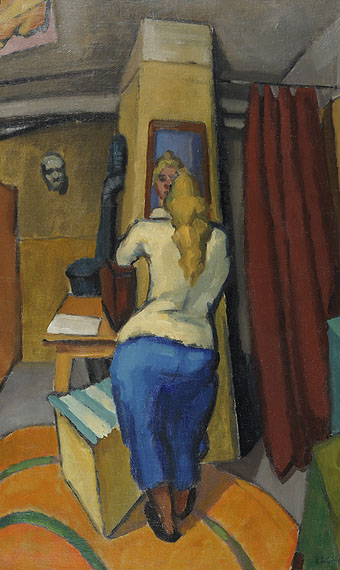
Ilse im Atelier, 1922

Aanvankelijk werd Wackers werk vooral beïnvloed door het expressionisme, maar geleidelijk ging hij over op de stijl van de Nieuwe Zakelijkheid, die in die jaren opgang deed. Hij schilderde vooral stillevens, portretten en landschappen. Zijn eerste grote tentoonstelling had hij in 1923 in het 'Vorarlberger Landesmuseum'. In 1926 was hij medeoprichter van de kunstenaarsvereniging 'Der Kreiz'. Hij was bevriend met de Zwitserse kunstschilder Adolf Dietrich.
Vanaf het begin van de jaren dertig toonde Wacker, inmiddels teruggekeerd naar Oostenrijk, een steeds nadrukkelijker politiek engagement. Hij nam regelmatig openlijk stelling tegen de nationaalsocialisten en waarschuwde voor hernieuwd oorlogsgevaar. Die houding zou zijn carrière uiteindelijk steeds meer in de weg zitten. In 1934 kende hij nog een hoogtepunt met zijn deelname aan de Biënnale van Venetië, maar daarna ondervond hij steeds meer weerstand. Hij probeerde vergeefs een hoogleraarschap te krijgen aan de kunstacademie in Wenen. Om in zijn levensonderhoud te voorzien gaf hij tekenlessen op een basisschool en zag hij zich gedwongen tot het schilderen van bloemstillevens voor de verkoop.
In 1938, na de 'Anschluss', kreeg Wacker direct problemen met de Gestapo. Hij had deelgenomen aan vredesactiviteiten en zich uitgelaten tegen het beleid van de 'Reichskulturkammer'. Daarnaast werd hij ervan beschuldigd contacten te onderhouden met de communisten. Hij kreeg twee keer een hartaanval, eerst tijdens een huiszoeking en later tijdens een kruisverhoor door de Gestapo. Korte tijd later overleed hij in een rusthuis te Bregenz, 46 jaar oud.